# В последний раз
«В после́дний раз» (инципит «Всё напоминает о тебе, а ты нигде…»; другое, «народное» название по одной из строк — «Комната с балконом и окном») — русская версия испанской песни Хосе Луиса Пералеса Porque te vas (рус. «Потому что ты уходишь», 1974) с текстом Владимира Лугового. Впервые была записана солисткой вокально-инструментального ансамбля «Весёлые ребята» Людмилой Барыкиной в аранжировке Павла Слободкина для кавер-альбома зарубежных хитов «Музыкальный глобус» (1979), выпущенного фирмой «Мелодия» из идеологических соображений (декларируемая открытость миру) специально к Олимпиаде-80 в Москве.

## История
Музыка Хосе Луиса Пералеса 

 Слова Владимира Лугового

Всё напоминает о тебе, а ты нигде.

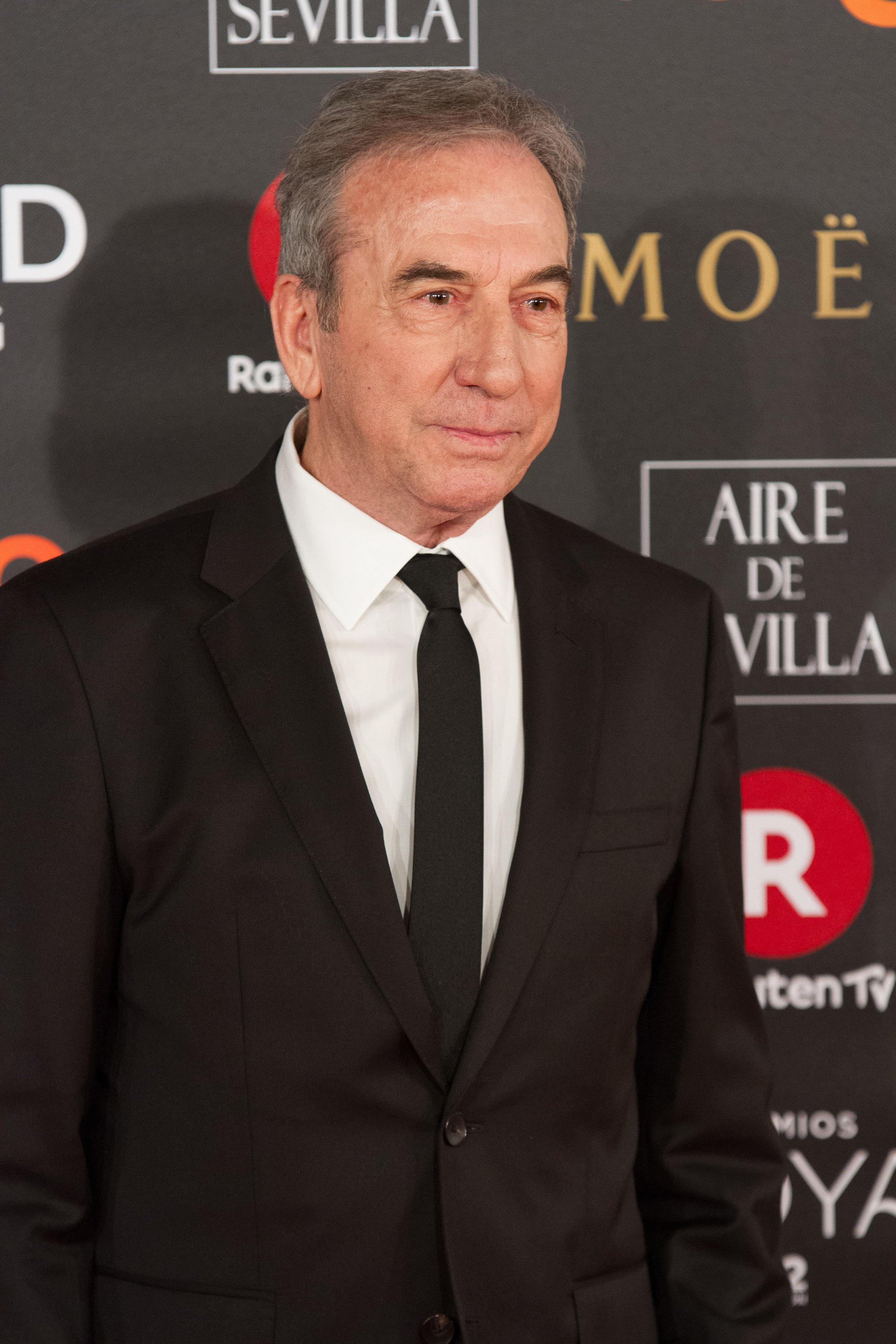
Хосе Луис Пералес. 2018

Остался мир, который вместе видел нас

В последний раз.

Комната с балконом и окном светла сейчас,

Чиста как день, который вместе видел нас

В последний раз.

Время пройдёт, и ты забудешь всё, что было

С тобой у нас, с тобой у нас.

Нет, я не жду тебя, но знай, что я любила

В последний раз, в последний раз,

В последний раз, в последний раз.

<...>
К 1974 году у испанского композитора Хосе Луиса Пералеса уже вышла сольная пластинка, спродюсированная Рафаэлем Трабучелли, однако он, не решаясь начать профессиональную музыкальную карьеру, продолжал работать мастером на электротехническом заводе. В 1974 году Пералес по просьбе Трабучелли написал песню Porque te vas («Потому что ты уходишь») для испанской певицы Жанетт, но песня поначалу не принесла популярности ни певице, ни автору.
Спустя два года, в 1976 году, испанский режиссёр Карлос Саура использовал запись песни Porque te vas в качестве лейтмотива своего фильма «Выкорми ворона». Заметный английский акцент Жанетт пробуждал в маленькой героине фильма воспоминания о её умершей матери, также говорившей по-испански с акцентом. Мировой успех фильма Сауры вызвал интерес и к Porque te vas, которая стала одной из самых известных испаноязычных песен в мире, уступая лишь Bésame mucho. Только после этого Пералес оставил работу на заводе и начал музыкальную карьеру, сам впоследствии несколько раз перепев Porque te vas.

Фрагмент оборота конверта пластинки «Музыкальный глобус». Вместо Хосе Луиса Пералеса авторами оригинальной версии песни «В последний раз» указаны некие Р. Родригес и В. Гомес

С этого времени начали появляться многочисленные кавер-версии песни на самых разных языках. Появление в 1979 году русской кавер-версии Porque te vas было вызвано тем, что фирма «Мелодия» предложила вокально-инструментальному ансамблю «Весёлые ребята» записать к летним Олимпийским играм 1980 года в Москве альбом с зарубежными хитами. Грампластинка «Музыкальный глобус», вышедшая в канун Олимпиады, оживила интерес к ансамблю и попала в хит-парады молодёжных газет и радиостанций. На конверте пластинки автором песни был указан не Пералес, а некие Р. Родригес (музыка) и В. Гомес (слова).
В хит-параде газеты «Смена» (Ленинград) альбом «Музыкальный глобус» занял 5 место в июне 1980 года. В хит-параде газеты «Московский комсомолец» альбом занял 5-е место в июле, 4-е в августе и сентябре, 3-е в октябре и ноябре, 4-е в декабре; по итогам года — 5-е. Песня «В последний раз» в хит-параде газеты «Смена» в октябре заняла 10-е место, в ноябре — 6-е.

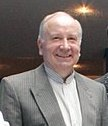
Павел Слободкин. 2011

Русский текст песни «В последний раз», как и большинства песен в альбоме, был написан Владимиром Луговым. Песня, записанная солисткой «Весёлых ребят» Людмилой Барыкиной в аранжировке Павла Слободкина, стала одной из самых популярных в альбоме. Ещё до выхода в 1979 году в альбоме песня в том же году вышла на миньоне фирмы «Мелодия» с названием «Весёлые ребята», на котором были записаны четыре песни: «Люба-Любовь», «Уходило лето», «Школьная пора», «В последний раз». Тираж проданных пластинок гиганта без учёта миньона составил почти 11 миллионов.

## Кавер-версии
В разное время песню «В последний раз» исполняли Профессор Лебединский и группа «Русский размер», группа Hi-Fi, Захар Май, кавер-группа Мercedes Dance, Прохор Шаляпин, дуэт Алексей Воробьёв и Виктория Дайнеко (2011), Инна Маликова в составе кавер-группы «Новые Самоцветы» (2015). В 2016 году «мужской» вариант песни записал в домашней студии Валерий Дурандин — бас-гитарист ВИА «Весёлые ребята», участвовавший в записи первого исполнения Людмилы Барыкиной и «Весёлых ребят». В 2021 году группа Ада записала песню к саундтреку документального фильма «Путь за мечтой».

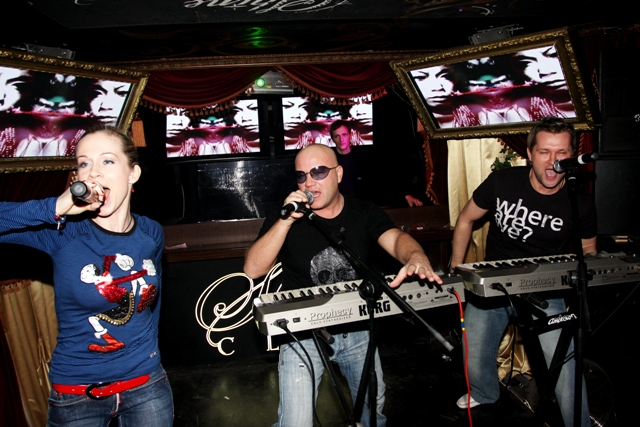
Группа «Русский размер»
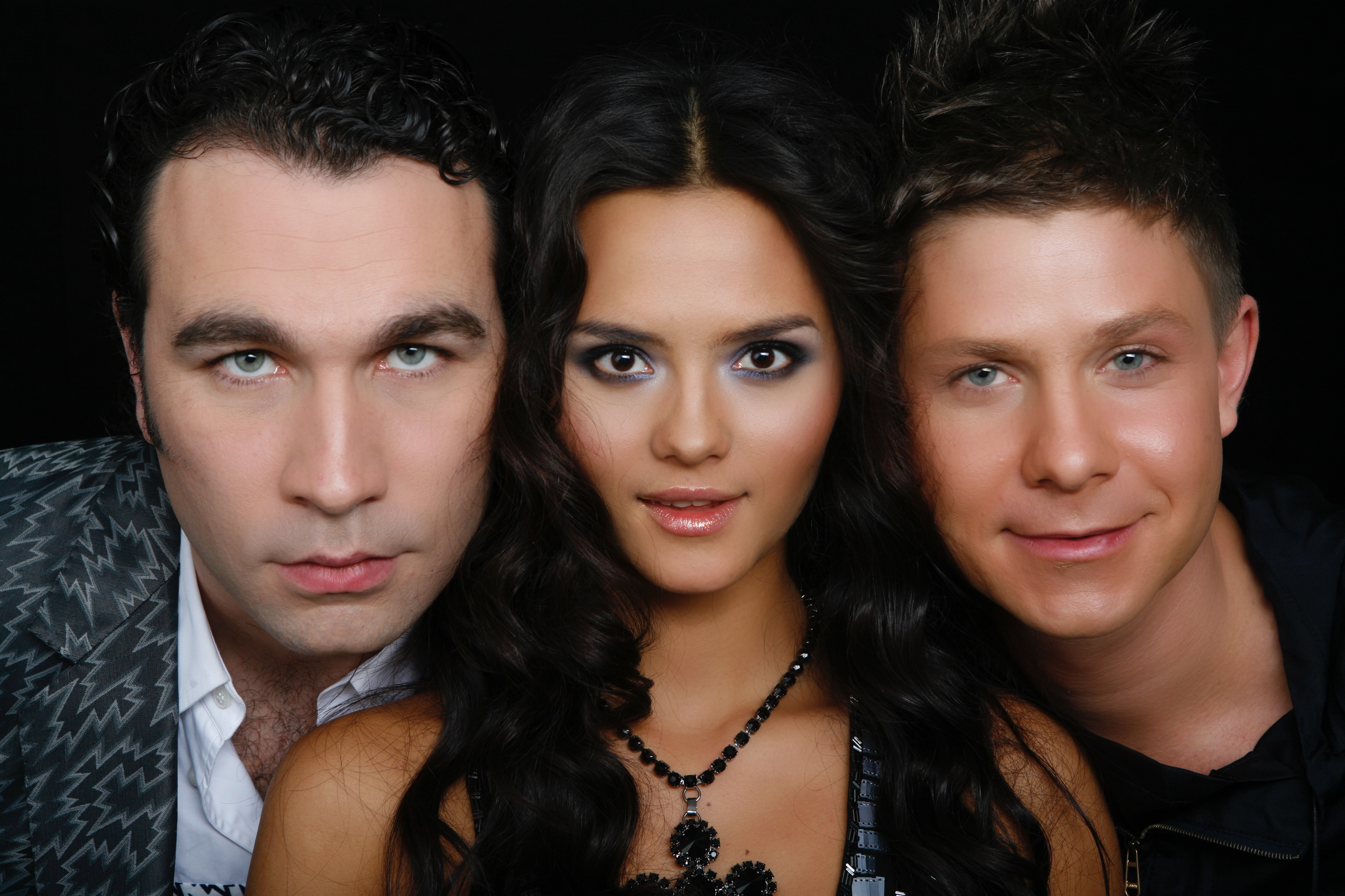
Группа Hi-Fi
Захар Май
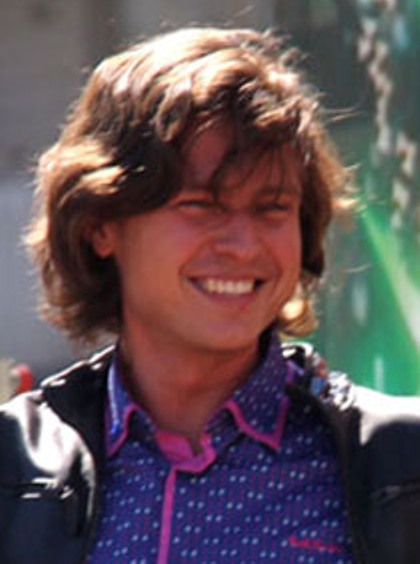
Прохор Шаляпин
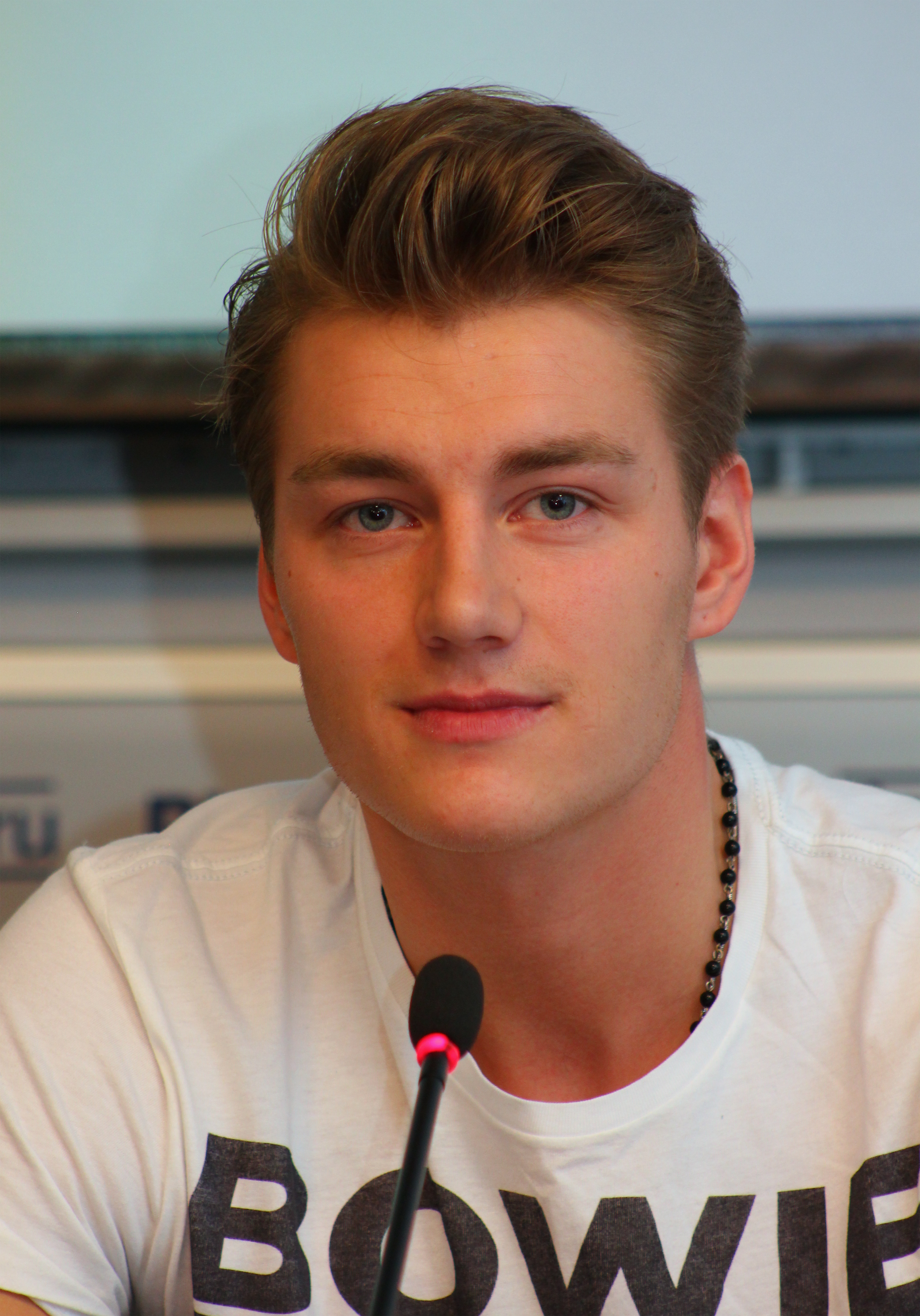
Алексей Воробьёв
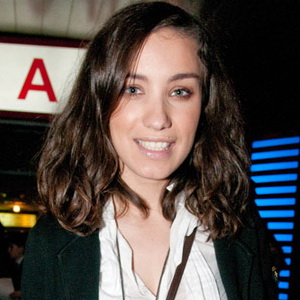
Виктория Дайнеко
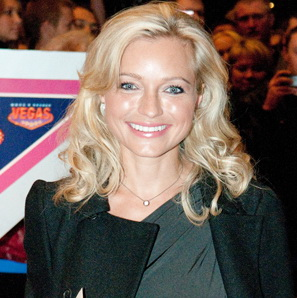
Инна Маликова
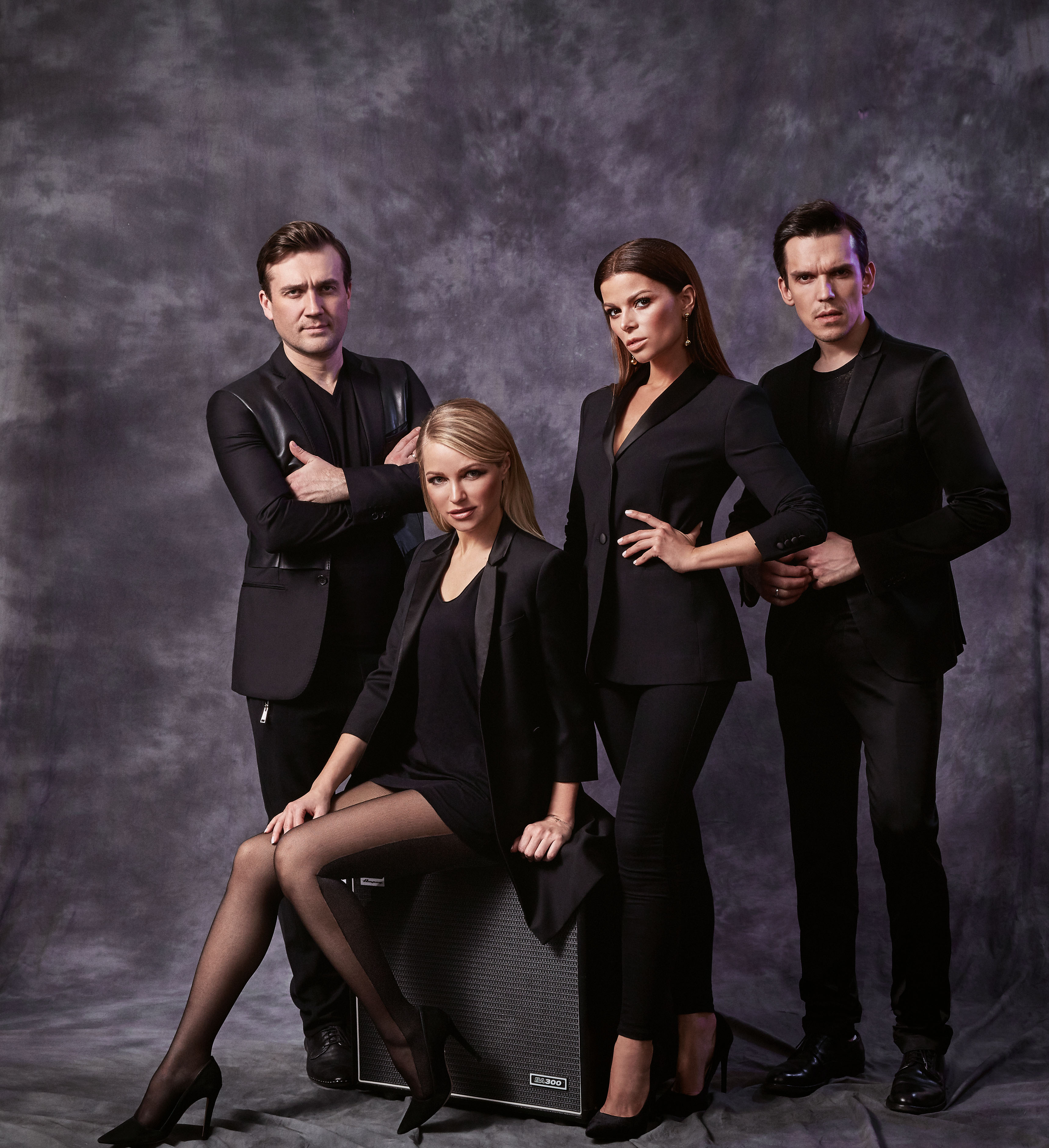
Кавер-группа «Новые Самоцветы»

## В искусстве
На аллюзии к песне «В последний раз» написан одноимённый короткий рассказ Валерии Ивановой. Песня, звучащая фоном детства героини, оборачивается иной реальностью:
…Комната с балконом и окном — вот она, рядом. Первые этажи в здешних обшагах почему-то с балконами, все они под решётками, и только ближний к нам свободен и гол. Дверь настежь, как всегда, за дверью на диване Лариска, баба без возраста и мозгов, так про неё говорят, поджимая губы, соседки. В кухне, я знаю, есть ещё холодильник и стол, но в комнате только диван, где день напролёт спит Лариска. К ночи проснётся, пойдёт бродить в темноте под окнами. Меня иногда будили её шаги и сиплое бормотание с прорывами в гортанный вой, будто кто-то огромный тряс бутылку с водой, раз от разу прополаскивая горло. Вода эта заливала меня с головой, растворяя кости, и, обездвиженная, я начинала скулить. Мать поднимала голову в бигуди над подушкой, сердилась:

— Чего не спишь? Спи, а то Лариске отдам. <...>

## Участники записи 1979 года (ВИА «Весёлые ребята»)
- Людмила Барыкина (вокал)
- Павел Слободкин (рояль, электропианино)
- Александр Буйнов (полимуг, синтезатор, хоннер-клавинет)
- Виталий Валитов (ударные инструменты)
- Алексей Пузырёв (гитара, вокал)
- Валерий Дурандин (вокал, бас-гитара)
- Роберт Мушкамбарян (вокал, сопрано-саксофон)
- Александр Чиненков (труба, конги, мелкие ударные инструменты)
- Михаил Файбушевич (вокал)

## Комментарии
1. ↑  В 2020 году релиз в YouTube выступления Алексея Воробьёва и Виктории Дайнеко в телепрограмме «Оливье-шоу» на Первом канале имел более 4 млн просмотров.
2. ↑  В 2020 году релиз в YouTube выступления Инны Маликовой и группы «Новые Самоцветы» в телепрограмме «Субботний вечер» на телеканале «Россия-1» имел около 2 млн просмотров.

## Видео и аудио
- Выступление Алексея Воробьёва и Виктории Дайнеко с песней «В последний раз» в программе «Оливье-шоу» на Первом канале 31 декабря 2011 года (видео)
- Выступление Инны Маликовой и «Новых Самоцветов» с песней «В последний раз» в программе «Субботний вечер» на телеканале «Россия-1» 12 сентября 2015 года (видео)
- Домашняя запись «мужского» варианта песни «В последний раз» в исполнении Валерия Дурандина, 2 июня 2016 года (аудио)